# NCSM Yellowknife (MM 706)
Le NCSM Yellowknife (MM 706) est un navire de défense côtière du Commandement maritime des Forces canadiennes de la classe Kingston. Il a été mis en chantier le 7 novembre 1996 au chantier naval The Halifax Shipyard situé à Halifax en Nouvelle-Écosse. Lancé le 5 juin 1997, il est affecté aux Forces maritimes du Pacifique depuis le 18 avril 1998. Il porte le nom de la ville de Yellowknife dans les Territoires du Nord-Ouest.